# Інститут охорони здоров'я дітей
Інститут охорони здоров'я дітей (пол. Instytut "Pomnik - Centrum Zdrowia Dziecka") — найбільший та найкраще оснащений інститут дитячої охорони здоров'я в Польщі. Розташований у Варшаві та безпосередньо підпорядкована Міністерству охорони здоров'я Польщі.
У центрі працює приблизно 2000 лікарів та персоналу, до нього входять 17 палат та 29 амбулаторій для конкретних захворювань. Він співпрацює з провідними медичними школами Польщі, а також з неурядовими організаціями, такими як Великий оркестр Різдвяної милосердя. Багато дітей, які там лікуються, потребують тривалої терапії, до центру входять дошкільний навчальний заклад, початкова школа, гімназія та академічна середня школа .

## Історія
20 червня 1965 р. Ева Шелбург-Зарембіна, відома письменниця, яка пережила Голокост, опублікувала у варшавському щоденнику Życie Warszawy статтю, в якій вона запропонувала відзначити мученицьку загибель Другої світової війни та героїзм дітей спорудженням меморіалу. 
Нехай ті діти, які постраждали і померли лише через те, що вони були дітьми цієї землі, ті діти, які постраждали і померли, бо захищали свободу і честь польської нації та держави, і найголовніший скарб людяності, миру та справедливості, нехай приймуть від нас, живих, знак невмирущої пам'яті. Нехай наше свідчення про їхній героїзм і страждання буде не лише невеликою частиною того, що шанує нація. Вони заслуговують на стійке вираження нашої пам'яті.
Звернення було схвалено товариствами ветеранів Другої світової війни, зокрема Польським педіатричним товариством, Польською асоціацією скаутів та керівництва та Товариством борців за свободу та демократію . Заступник голови останньої організації Северина Шмаглевська, запропонувала замість того, щоб будувати типовий пам'ятник, побудувати меморіальну лікарню, присвячуючи «героїчну смерть і мученицьку смерть дітей протягом історії Польщі». До лютого 1968 року було обрано місце у передмісті Варшави Мендзилесьє, тоді ще відносно віддаленому місці в лісах на південному сході столиці Польщі, відомому своїм здоровим кліматом. Ідея полягала в тому, щоб побудувати сучасну лікарню, де діти отримуватимуть комплексну допомогу.
Був створений «Громадський комітет з будівництва дитячого меморіального оздоровчого центру», який здійснював нагляд за програмою збору коштів серед звичайних поляків та польської діаспори за кордоном. Подібні фонди незабаром були створені в багатьох країнах світу для підтримки цих зусиль. Окрім грошей, багато груп дарували також предмети мистецтва та ювелірні вироби, щоб допомогти зібрати необхідні кошти, а також обладнання, яке буде встановлено у майбутньому центрі. 8 червня 1970 року серед десятків поданих проектів було обрано проект нової лікарні. Переможні плани були розроблені командою на чолі з Яцеком Болеховським, Анджеєм Болтучем та Анджеєм Зелінським. Один із засновників банку крові полковник Казімєж Пшедпельський (15 років на той час, коли він брав участь у Варшавському повстанні) зазначив, що "Під час Другої світової війни було пролито стільки крові, включаючи кров дітей та молоді. У наші дні, ми думали, немає необхідності проливати кров на поле бою, але ця кров все ще потрібна — для збереження життя та здоров'я інших ". Незабаром після цього розпочалось будівництво.

### Діяльність

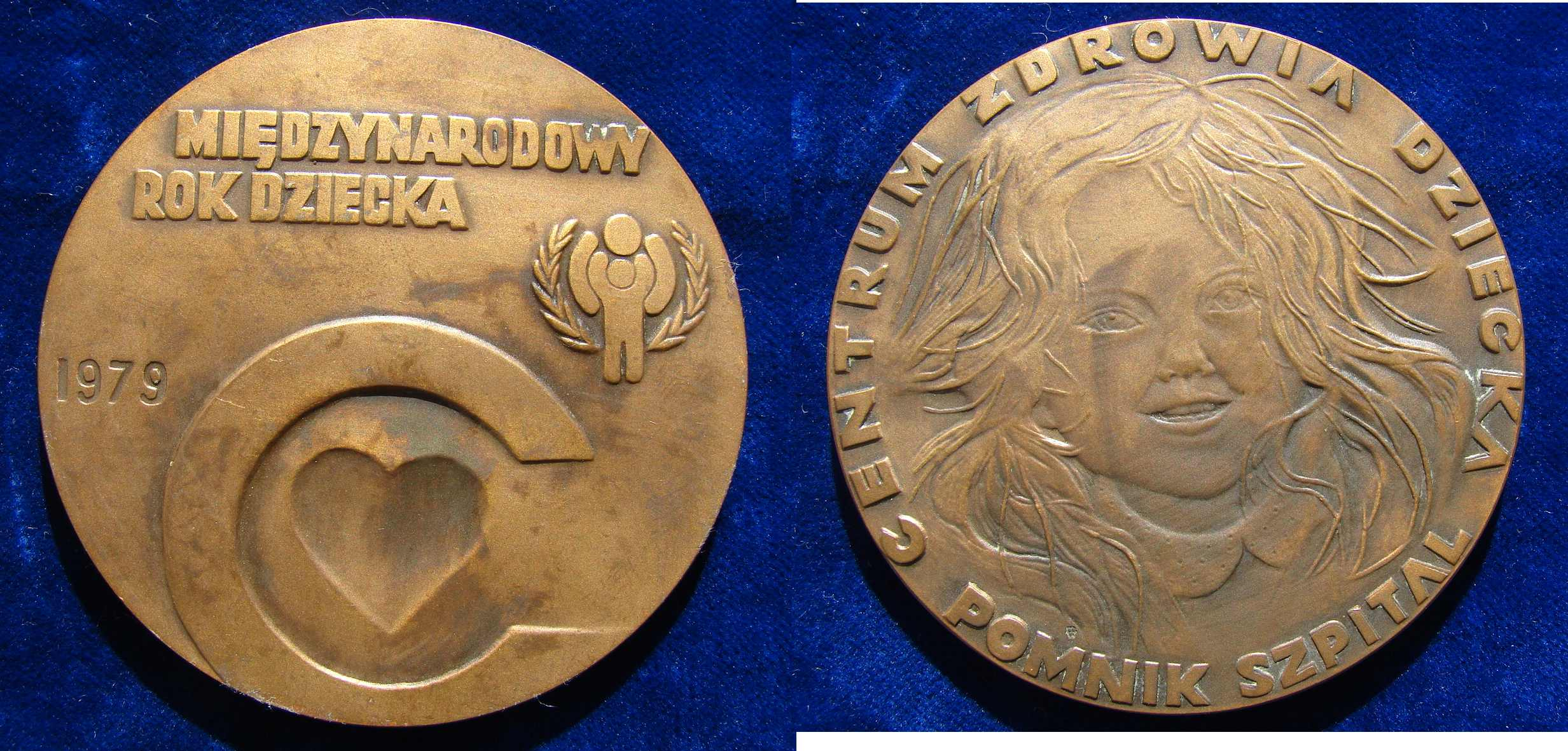
Польща, 1979 р. Медаль Міжнародний рік дитини

Перший етап (три великі павільйони: A, B і C) був завершений 31 травня до Міжнародного дня захисту дітей 1 червня 1977 року. 17 жовтня того ж року були прийняті перші пацієнти. За п'ять років, з 1977 по 1980 рік, центр прийняв 144 808 пацієнтів неповнолітніх. Весь комплекс, включаючи 13-поверхове лікарняне крило, операційний зал, навчальний центр та адміністративний комплекс був готовий до кінця 1979 року. Додаткові зручності були побудовані на третьому етапі, завершеному в 1991 році.
З 19 грудня 1995 року Центр функціонує як науково-дослідний інститут, безпосередньо підпорядкований Міністерству охорони здоров'я, і як такий є одним із провідних науково-дослідних медичних центрів у Польщі.